# Tiemp (obwód saratowski)
Tiemp (ros. Темп) – osiedle w Rosji, w obwodzie saratowskim, w rejonie rtiszczewskim. W 2010 liczyło 1014 mieszkańców.